# Fuerza Regida
Fuerza Regida è un gruppo musicale statunitense di musica regionale messicana, formato da figli di emigrati messicani.
È considerato uno dei gruppi di musica regionale messicana di maggior successo di sempre negli Stati Uniti.

## Storia del gruppo
Il gruppo nasce nel 2015 dall'unione di quando alcuni ragazzi, cresciuti a San Bernardino, in California, da figli di emigrati messicani, iniziano a pubblicare video di cover su YouTube ed esibirsi in feste ed eventi locali. Tra 2017 e 2018 alcuni loro video ottengono una grandissima popolarità, spingendoli a voler avviare una produzione discografica propria. Iniziano quindi a effettuare provini per varie etichette discografiche, ottenendo il loro primo contratto con Rancho Humilde e Lumbre Music. A metà 2018 iniziano a pubblicare musica inedita e rendono disponibile l'album dal vivo En vivo puros corridos. Nel febbraio successivo pubblicano l'EP di cover Las románticas favoritas di Fuerza regidaa, progetto a tema San Valentino.
Nel luglio 2019 pubblicano il loro primo album in studio Dal barrio hasta aquí, che vende oltre 120 mila copie nel mercato statunitense. A partire dal 2020, il gruppo inizia a pubblicare una lunga serie di album in studio e dal vivo che cementano la loro popolarità nell'ambito della musica regionale messicana. Contestualmente, il gruppo intraprende varie tournée internazionali, eseguendo un ampio numero di concerti fra Stati Uniti e America Latina. Nel 2022 firmano un contratto discografico con Sony Music Latin.
Nel 2023 ottengono il loro primo ingresso nella Billboard Hot 100 con Bebé dame, brano che raggiunge la posizione 25 nella suddetta classifica. Tale singolo si rivela un forte successo commerciale anche in Messico, vendendo oltre 200 mila copie su suolo messicano. Nel maggio 2023 collaborano con Myke Towers in Pariente. Nel settembre successivo collaborano con Shakira nel singolo di quest'ultima El jefe.

## Formazione
- Jesús Ortíz Paz – Voce (2015-presente)
- Samuel Jaimez – Chitarra a dodici corde (2015-presente)
- Khrystian Ramos – Chitarra acustica (2015-presente)
- José García – Sousafono (2015-presente)
- Moisés López – Tololoche (2021-presente)

## Discografia

### Album in studio
- 2019 – Del barrio hasta aquí
- 2020 – Adicto
- 2020 – Otro pedo, otro mundo
- 2020 – Navidad con la Regida
- 2021 – Del barrio hasta aquí, Vol. 2
- 2022 – Pa que hablen
- 2022 – Sigan hablando
- 2023 – Pa las baby's y belikeada
- 2024 – Pero no te enamores
- 2025 – 111xpantia

### Album dal vivo
- 2018 – En vivo puros corridos
- 2019 – Pisteando con la Regida
- 2020 – Pisteando con la Regida Vol. 2
- 2020 – Pisteando con la Regida Vol. 3